# Saint-Simon (Les Maskoutains)
Saint-Simon, antiguamente Saint-Simon-de-Ramsey,  Saint-Simon-d’Yamaska y Saint-Simon-de-Bagot, es un municipio perteneciente a la provincia de Quebec en Canadá. Es ubicado en el municipio regional de condado (MRC) de Les Maskoutains en la región de Montérégie-Est (Montérégie).

## Geografía
Saint-Simon se encuentra en la parte noreste del MRC de Les Maskoutains, cerca de Saint-Hyacinthe. Limita al norte con Saint-Hugues, al este con Sainte-Hélène-de-Bagot, al sureste con Saint-Liboire, al suroeste con Saint-Hyacinthe y al oeste con Saint-Barnabé-Sud. Su superficie total es de 69,86 km², de los cuales 69,21 km² son tierra firme. Está ubicado en la planicie del San Lorenzo con unas cuestas. El río Yamaska baña el territorio. Los suelos argilosos son propicios a la agricultura.

## Urbanismo
La calle Saint-Édouard ( QC 224  oeste) une el pueblo de Saint-Simon a Saint-Hyacinthe al suroeste así como a la intersección 145 de la autopista Jean-Lesage ( A 20 ) y Saint-Liboire al sureste. El 2e Rang ( QC 224  este) va a Saint-Hugues al norte.

## Historia
En Nueva Francia, el señorío de Ramesay fue concedido. Los primeros habitantes, oriundos de las islas de Sorel, de Bécancour, de Contrecœur y de Saint-Sulpice, se establecieron hacia 1800 en la orilla del río Yamaska. La parroquia católica de Saint-Simon-de-Ramsay, honrando Simón el Zelote, fue creada en 1832 por separación de la parroquia de Saint-Dominique. El comercio de madera estimuló el desarrollo económico local a partir de 1835. El primero municipio fue instituido en 1845 con el nombre Saint-Simon-de-Ramsey, y abolido en 1847. La oficina de correos, llamado Saint-Simon-de-Bagot, abrió en 1853. El municipio de parroquia de Saint-Simon fue creado en 1855. La oficina de correos tomó el nombre de Saint-Simon-d’Yamaska en 1920. Durante los años 1980, Jean Saint-Germain abrió el primero simulador de vuelo libre, L’Aérodium, ahora cerrado. En 2009, el estatuto del municipio de parroquia cambió en 2009 por el de municipio.

## Política
El consejo municipal se compone del alcalde y de seis consejeros sin división territorial. El alcalde actual (2015) es Normand Corbeil.
|            | 2005-2009                                            | 2009-2013                                                                                        | 2013-2017                                                                                        |
| Alcalde    | Normand Corbeil                                      | Normand Corbeil                                                                                  | Normand Corbeil                                                                                  |
| Consejeros | André Drapeau Pierre Lefrançois Marie-Claude Roberge | Bernard Beauchemin Réjean Cossette Patrick Darsigny André Drapeau Simon Giard Alexandre Vermette | Bernard Beauchemin Réjean Cossette Patrick Darsigny André Drapeau Simon Giard Alexandre Vermette |

* Al inicio del termo pero no al fin.  ** Al fin del termo pero no al inicio.
A nivel supralocal, Saint-Simon está incluso en el MRC de Les Maskoutains. El municipio está ubicado en la circunscripción electoral de Richelieu a nivel provincial y de Saint-Hyacinthe—Bagot a nivel federal.

## Demografía
Según el censo de Canadá de 2011, Saint-Simon contaba con 1231 habitantes. La densidad de población estaba de 17,8 hab./km². Entre 2006 y 2011 hubo una adición de 3 habitantes (0,2 %). En 2011, el número total de inmuebles particulares era de 489, de los cuales 471 estaban ocupados por residentes habituales, otros siendo en mayor parte residencias secundarias.
Evolución de la población total, 1991-2015

## Economía
La agricultura y la salazón son importantes actividades económicas locales.

## Cultura
El municipio opera la biblioteca Lise-Bourque-Saint-Pierre.